# Metopa
Metopa är ett släkte av kräftdjur som beskrevs av Boeck 1871. Metopa ingår i familjen Stenothoidae.

## Dottertaxa tillMetopa, i alfabetisk ordning[1][2]
- Metopa abyssalis
- Metopa affinis
- Metopa alderi
- Metopa angustimana
- Metopa boecki
- Metopa boeckii
- Metopa borealis
- Metopa bruzeli
- Metopa bruzelii
- Metopa cistella
- Metopa clypeata
- Metopa colliei
- Metopa dawsoni
- Metopa derjugini
- Metopa glacialis
- Metopa groenlandica
- Metopa hearni
- Metopa invalida
- Metopa latimana
- Metopa layi
- Metopa leptocarpa
- Metopa longicornis
- Metopa longirama
- Metopa majuscula
- Metopa norvegica
- Metopa palmata
- Metopa pollexiana
- Metopa propinqua
- Metopa pusilla
- Metopa quadrangulata
- Metopa rubrovittata
- Metopa robusta
- Metopa samsiluna
- Metopa sinuata
- Metopa soelsbergi
- Metopa solsbergi
- Metopa spectabilis
- Metopa spinicoxa
- Metopa spitzbergensis
- Metopa submajuscula
- Metopa tenuimana
- Metopa uschakovi
- Metopa wiesei